# Hôtel Bonnet
Ne doit pas être confondu avec Hôtel Bonnet de la Beaume.
L'hôtel Bonnet est un hôtel particulier situé au 19 rue des Epineaux à Aix-en-Provence.

## Construction et historique
L'hôtel fut construit en 1634 sur ordre de Mr J.Bonnet, Audiencier au Parlement de Provence.

## Architecture
La façade est sobre et à refends, légèrement inspirée de l'architecture parisienne "Grand siècle".
À l'intérieur, les paliers et les volées de la cage d'escalier sont notables pour porter une abondante décoration florale.

## Informations complémentaires
L'hôtel est à présent privé (divisé en appartements) et n'est pas visitable librement.
La même rue des Epineaux comporte deux autres hôtels particuliers remarquables: l'Hôtel de Cormis et l'hôtel François de Michel, datant respectivement du début du XVIe siècle et du milieu du XVIIe siècle.

## En savoir plus